# Corbin Bleu
Corbin Bleu Reivers, né le 21 février 1989 à Brooklyn (New York), est un acteur, auteur-compositeur-interprète, mannequin, producteur et danseur américain. Il est surtout connu pour avoir tenu le rôle de Chad Danforth dans la trilogie High School Musical (2006-2008). Il est également reconnu pour avoir joué dans la série Le Crash du vol 29 (2005-2007), ainsi que dans le Disney Channel Original Movie, Jump in! (2007). Son premier grand rôle a été en 2004, à l'âge de 15 ans, dans le film Les Petits Braqueurs avec Kristen Stewart.
Outre sa carrière d'acteur, Corbin a lancé sa carrière musicale en 2007, à l'âge de 18 ans, avec son premier album Another Side - qui s'est vendu à plus de 18 000 exemplaires la première semaine après sa sortie. En mars 2009, il a sorti son deuxième album Speed of Light. Depuis 2009, Corbin a mis sa carrière de chanteur entre parenthèses.
En 2013, Corbin a participé à l'émission Dancing with the Stars et est allé jusqu'en finale avec sa partenaire Karina Smirnoff. Il a perdu face à Amber Riley.

## Enfance et début de carrière

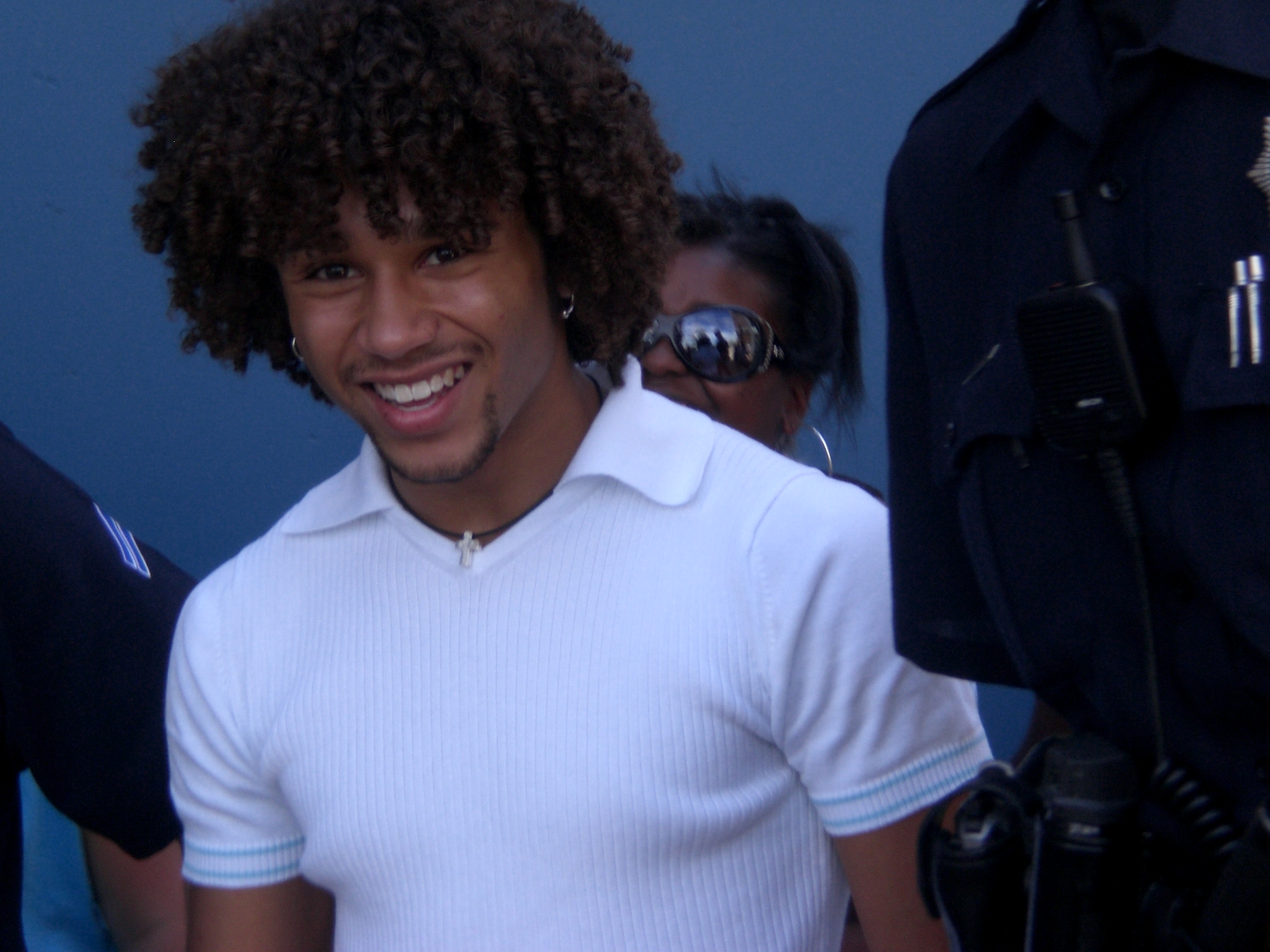
Corbin Bleu en janvier 2007.

Bleu est le fils de l'acteur David Reivers,, qui est d'origine jamaïcaine et sa mère Martha (née Callari) est italo-américaine. Il a également trois petites sœurs. Enfant, il étudie le ballet et le jazz.
Suivant les traces de son père, Corbin Bleu entame une carrière dans la publicité et apparaît dans des spots publicitaires dès l'âge de deux ans pour des marques comme Bounty, Hasbro et Nabisco. À quatre ans, il est engagé par l'agence de mannequin Ford Modeling Agencyà New York et apparaît dans des publicités pour des boutiques comme Macy's, Gap et Toys R Us. À six ans, Corbin obtient son premier rôle professionnel dans une production théâtrale dans un spectacle en marge de Broadway, jouant un enfant sauvage totalement nu dans la pièce écrite par Scott Siegel, Tiny Tim is Dead au The Town Hall.
En 1996, Corbin et sa famille déménagent à Los Angeles et il obtient un rôle dans la série High Incident ainsi qu'une apparition dans la série Urgences. En 1998, il tient un rôle mineur dans Soldier, puis en 1999 dans Mystery Men. À partir de 2000, il obtient plusieurs rôles dans des films et à la télévision comme Spencer dans Ned ou Comment survivre aux études et en 2004, le premier rôle dans le film Les Petits Braqueurs (Catch That Kid). À l'été de 2004, Corbin apparaît dans la série Flight 29 Down enregistrée à Hawaï. Au cours de l'été 2005 Corbin participe au casting d'un nouveau Disney Channel Original Movie et est sélectionné pour le rôle de Chad dans High School Musical. Il continue ce rôle dans toute la série de films au côté de Zac Efron. En 2006, il est l'invité vedette du pilote de la série Hannah Montana mettant en vedette Miley Cyrus et Emily Osment. En 2007, Corbin Bleu participe à une autre production de Disney, le film Jump in!.
À l'automne de 2009, il joue Cale Bryant, personnage vedette du film Free Style (en) et est apparu dans la nouvelle série The Beautiful Life du réseau The CW aux côtés des actrices Sara Paxton et Mischa Barton. Toujours en 2009, il fournit sa voix dans Beyond All Boundaries. En 2010, il obtient le premier rôle dans la comédie musicale de Broadawy, In the Heights. En mars 2013, il dirige le rôle principal du "Jeffrey King" dans une série de Soap opera, "On ne vit qu'une fois". À partir du 16 septembre 2013 il participe en étant candidat de la quatrième saison de Saison 17 de Dancing with the Stars. Il a pour partenaire de danse, Karina Smirnoff .

## Carrière musicale

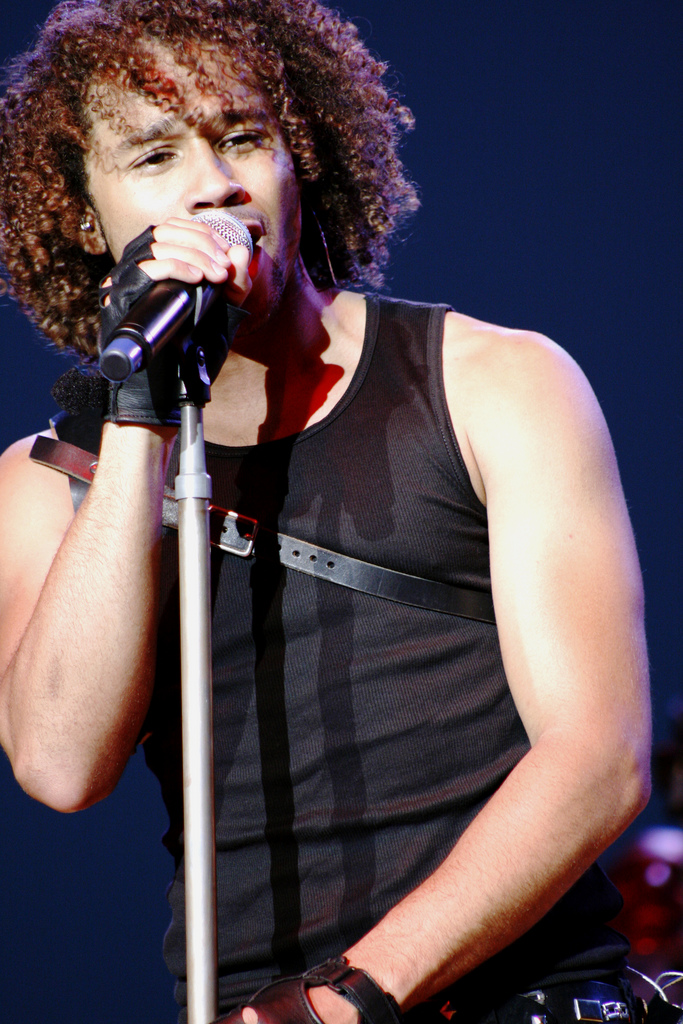
Corbin Bleu en concert à Brooklyn en août 2008.

### 2006-2007
Corbin Bleu enregistre sa première chanson intitulée Circles ou Circles In My Mind pour la série télévisée Flight 29 Down. Après avoir participé à High School Musical, Corbin signe avec Hollywood Records, un label de Disney.
Il publie avec ce label son premier album Another Side en mai 2007, qui obtient directement la 36e place du Billboard Top 200 en vendant 18 000 disques la première semaine. Dans Another Side, il a écrit et coécrit cinq des douze chansons de l'album. Dans cet album, Corbin a écrit la chanson We Come To Party Mixed Up, Never Met A Girl Like You et Homework. Il a aussi écrit deux chansons qui figurent en bonus sur la version européenne. Un de ces thèmes a été intitulé "Shake It Off", un hymne à la Prince musicien.
De novembre 2006 à fin janvier 2007, Corbin Bleu participe avec les autres vedettes de la série High School Musical à la tournée High School Musical: The Concert présentée dans 40 villes des États-Unis
La vidéo de son premier clip Push It To The Limit a été utilisée sur Disney Channel pour promouvoir le film Jump in!. Afin de promouvoir leur premier album, Bleu participe à la tournée NextFest avec Aly & AJ, Drake Bell et Bianca Ryan.

### 2008-2009
Dans une interview de 2009 pour Billboard, Bleu dit qu'il a commencé à travailler sur son prochain album : « Il y aura beaucoup de différence avec le deuxième album. D'abord, c'est un peu plus personnel. Je suis impliqué dans tous les aspects de l'écriture. En ce qui concerne la direction musicale est très différente. Je voulais que cet album ait quelque chose qui était un peu "rock, du R & B et de la pop. »
Le producteur Eric Hudson a participé à la majorité des projets, en collaboration avec le compositeur et parolier Claude Kelly. Bleu a chanté de nouvelles chansons encore non publiée comme Close, Whatever It Takes et Champion lors d'une tournée d'été avec le chanteur et acteur Justin Stein. Les pistes devraient faire partie de l'album . Speed of Light a été édité par Hollywood Records le 10 mars 2009 mais n'a pas été classé dans le [Top 40] Billboard 200. Selon des sources, l'album s'est vendu à moins de 4 000 exemplaires la première semaine, malgré une promotion sur MySpace. L'album contient les singles Will You Celebrate et Moments That Matter accompagné de leurs vidéo clips respectifs.

## Vie privée
Depuis septembre 2011, Corbin est le compagnon de l'actrice canadienne, Sasha Clements. Après s’être fiancés en octobre 2014, ils se sont mariés le 23 juillet 2016 à Santa Susana, une petite ville située près de Simi Valley, en Californie.
En 2016, il est par ailleurs l'une des personnalités ayant un article à son propos dans le plus de versions linguistiques de Wikipédia, juste après Jésus Christ et Barack Obama, ceci du fait qu'un utilisateur a réalisé des articles le concernant sur un nombre très élevé de versions linguistiques de l'encyclopédie en ligne,.

## Filmographie

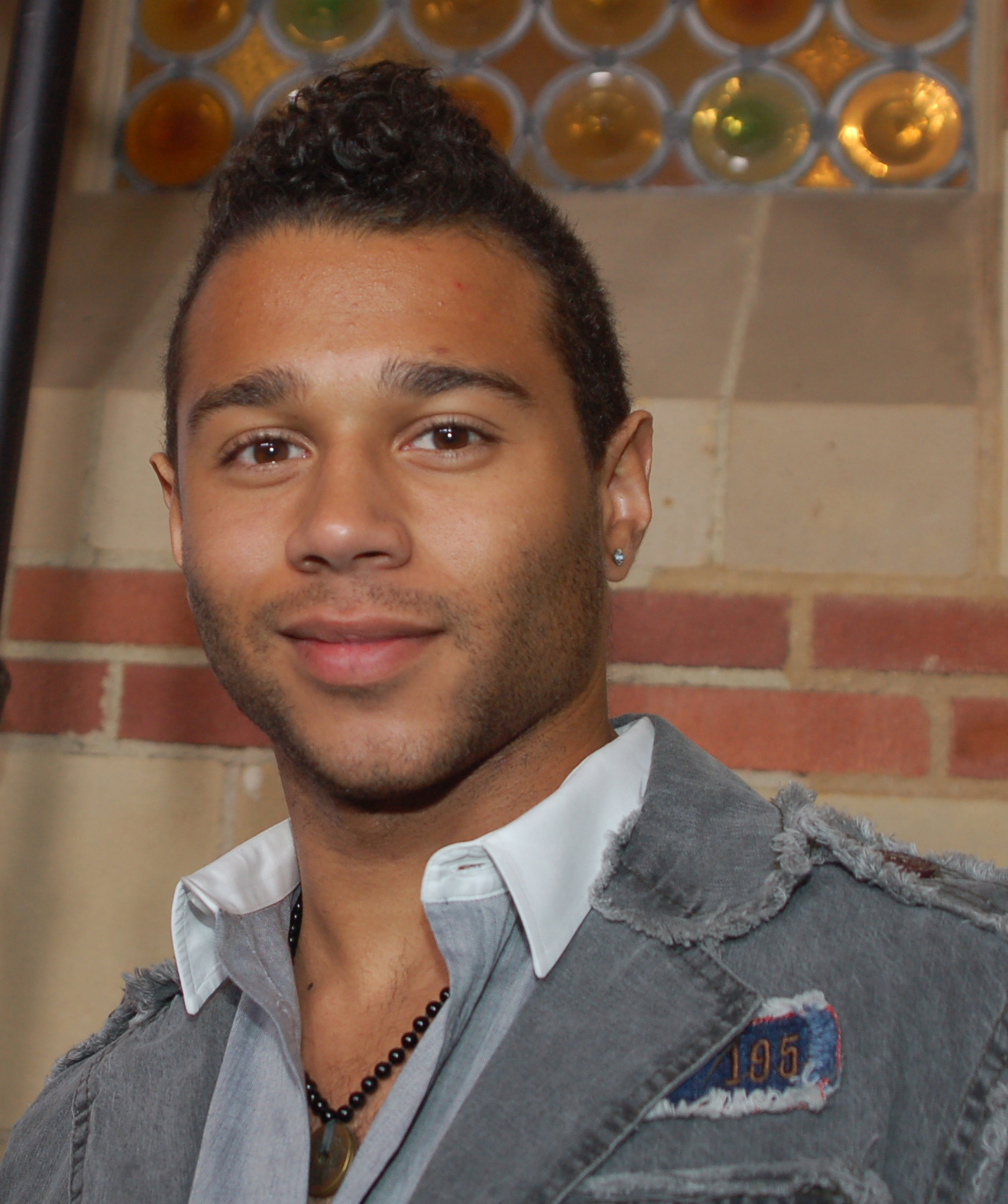
Corbin Bleu en décembre 2010.

### Films
- 1998 : Soldier de Paul W. S. Anderson : Johnny
- 1998 : BoardHeads de John Quinn : l'enfant
- 1999 : Mystery Men de Kinka Usher : Butch
- 1999 : Family Tree de Duane Clark (en) : Ricky
- 1999 : Galaxy Quest de Dean Parisot : Tommy, jeune
- 2004 : Les Petits Braqueurs / Mission sans permission (Catch That Kid) de Bart Freundlich : Austin
- 2008 : High School Musical 3 : Nos années lycée (High School Musical 3: Senior Year) de Kenny Ortega : Chad Danforth
- 2008 : Free Style (en) de William Dear : Cale Bryant - également producteur
- 2011 : Le Petit Train bleu (The Little Engine That Could) de Elliot M. Bour (en) : Lou (voix originale)
- 2012 : Twinkle Toes de Mauro Casalese et Dave Woodgate : Drew (voix originale)
- 2012 : To Write Love on Her Arms (en) de Nathan Frankowski : Mackey
- 2012 : Scary or Die de Michael Emanuel, Igor Meglic et Bob Badway : Emmett - également producteur exécutif
- 2013 : Sugar (en) de Rotimi Rainwater (en) : Sketch
- 2013 : Nurse de Douglas Aarniokoski : Steve
- 2013 : The Monkey's Paw (en) de Brett Simmons : Catfish
- 2015 : Megachurch Murder de Darin Scott : Marcus King
- 2017 : Holiday Inn, the New Irving Berlin Musical: Live de David Horn : Ted Hanover
- 2019 : Walk, Ride, Rodéo de Conor Allyn : Diego
- 2019 : Ovid and the Art of Love de Esmé von Hoffman

### Télévision

#### Téléfilms
- 2006 : High School Musical : Premiers Pas sur scène (High School Musical) de Kenny Ortega : Chad Danforth
- 2007 : Jump in! de Paul Hoen : Izzy Daniels
- 2007 : High School Musical 2 de Kenny Ortega : Chad Danforth
- 2007 : Flight 29 Down: The Hotel Tango de D. J. MacHale : Nathan
- 2008 : Mother Goose Parade de Jillian Hanson-Cox : Grand Marshall
- 2011 : Tonka Chuck and Friends: Big Air Dare : Flip (animation, voix originale)

#### Séries télévisées
- 1996 : Urgences (ER) : le jeune garçon (saison 3, épisode 9)
- 1998 : Malcolm & Eddie (en) : Matthew (saison 3, épisode 6)
- 2000 : Cover Me (en) : Nick Elderby
- 2005-2007 : Le Crash du vol 29 / Les Rescapés du vol 29 (Flight 29 Down) : Nathan (rôle principal, 27 épisodes[27])
- 2006-2007 : Ned ou Comment survivre aux études (Ned's Declassified School Survival Guide) : Spencer (2 épisodes[28])
- 2006-2008 : Hannah Montana : Johnny Collins (2 épisodes)
- 2009 : Phinéas et Ferb (Phineas and Ferb) : Coltrane (animation, voix originale - 2 épisodes)
- 2009 : The Beautiful Life : Isaac (5 épisodes[29])
- 2010 : The Good Wife : Javier Berlin (saison 2, épisode 4[30])
- 2012 : Blue Bloods : officier Blake (saison 3, épisode 1)
- 2013 : On ne vit qu'une fois (One Life to Live) : Jeffrey King (feuilleton, rôle récurrent)
- 2013 : Franklin & Bash : Jordan Allen French (saison 3, épisode 2)
- 2014 : Psych : Enquêteur malgré lui (Psych) : Luther (saison 8, épisode 7)
- 2014 : Drop Dead Diva : Michael Donaldson (2 épisodes - saison 6, épisodes 1 et 2)
- 2016 : Castle : Hunter (saison 8, épisode 9)
- 2016 : The Fosters : Mercutio (saison 3, épisode 19)
- 2017 : Chicago Med : Tommy (saison 3, épisode 8)
- 2018  : Supergirl  : Trevor (saison 5, épisode 15)
- 2021 : Dynasty : Blaine (saison 4)
- 2022 : High School Musical : La Comédie musicale, la série lui-même (saison 3)

#### Prochainement
- 2023 : High School Musical : La Comédie musicale, la série lui-même (saison 4)

### Participations télévisées
- 2006-2013 : Dancing with the Stars — participant à la compétition
- 2014-2015 : Fake Off (en) — animateur

## Voix francophones
En France, Jim Redler est la voix régulière de Corbin Bleu. 
En France
| - Jim Redler dans : - High School Musical : Premiers pas sur scène (téléfilm) - Hannah Montana (série télévisée) - Jump in! (téléfilm) - High School Musical 2 (téléfilm) - High School Musical 3 : Nos années lycée - Blue Bloods (série télévisée) - To Write Love on Her Arms (en) - Nurse - Supergirl (série télévisée) - Courage et Rodéo (en) - Qui veut épouser Marco ? (téléfilm) - High School Musical : La Comédie musicale, la série (série télévisée) | Et aussi - Olivier Martret dans Les Petits Braqueurs - Maxime Donnay dans Le Crash du vol 29 (série télévisée) - Maxime van Santfoort dans La Colo des héros (en) |

## Discographie

### Album
- 2007 : Another Side
- 2009 : Speed of Light

### Collaborations
- 2007: (Still There for Me) avec (Vanessa Hudgens) dans leur premier album.
- 2007: I Don't Dance, avec (Lucas Grabeel).
- 2008: The Boys Are Back avec (Zac Efron).
- 2009: If We Were a Movie: avec (Miley Cyrus).

### Bandes Originales
- 2006 : High School Musical
- 2007 : Jump in!
- 2007 : High School Musical 2
- 2008 : High School Musical 3 : Nos années lycée
- 2009 : Free Style
- 2012 : Renee

### Autres morceaux
- "Two Worlds" - Disneymania 5
- "Circles" - Flight 29 Down
- "Ce Noël" - A vacances Disney Channel
- "Run It Back Again" - Minutemen

## Pour en savoir plus
- (en) Betsy West, Corbin Bleu : to the limit : an unauthorized biography, New York, Price Stern Sloan, 2007, 128 p. (ISBN 978-0-843-12685-3, OCLC 77011643).
- (en) Mary Boone, Corbin Bleu, Hockessin, Del., Mitchell Lane Publishers, coll. « Blue banner biography », 2009, 32 p. (ISBN 978-1-584-15674-1, OCLC 199466593).
- (en) Dee Scott, Corbin Bleu - Up Close, New York, Pocket Books, 2007, 149 p. (ISBN 978-1-416-59828-2, OCLC 1085168543, lire en ligne).
- Jordin Sparks. Corbin Bleu: In the Heights. Comédies musicales de: Broadway Books, 2010,  (ISBN 978-1-4231-1989-0).